# Mayawa capitatus
Mayawa capitatus är en insektsart som beskrevs av George Willis Kirkaldy 1907. Mayawa capitatus ingår i släktet Mayawa och familjen dvärgstritar. Inga underarter finns listade i Catalogue of Life.